# Kékcápafélék

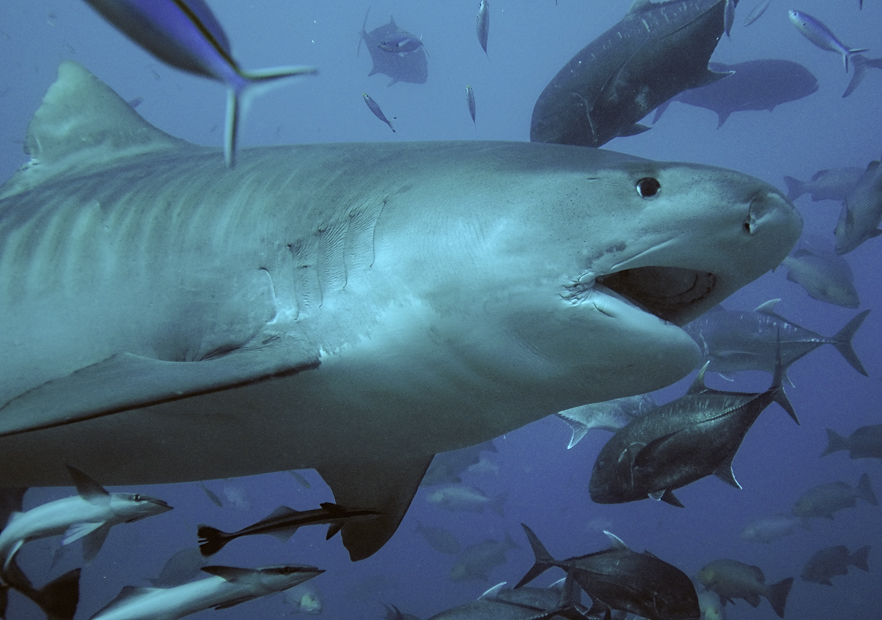
Tigriscápa (Galeacerdo cuvier)

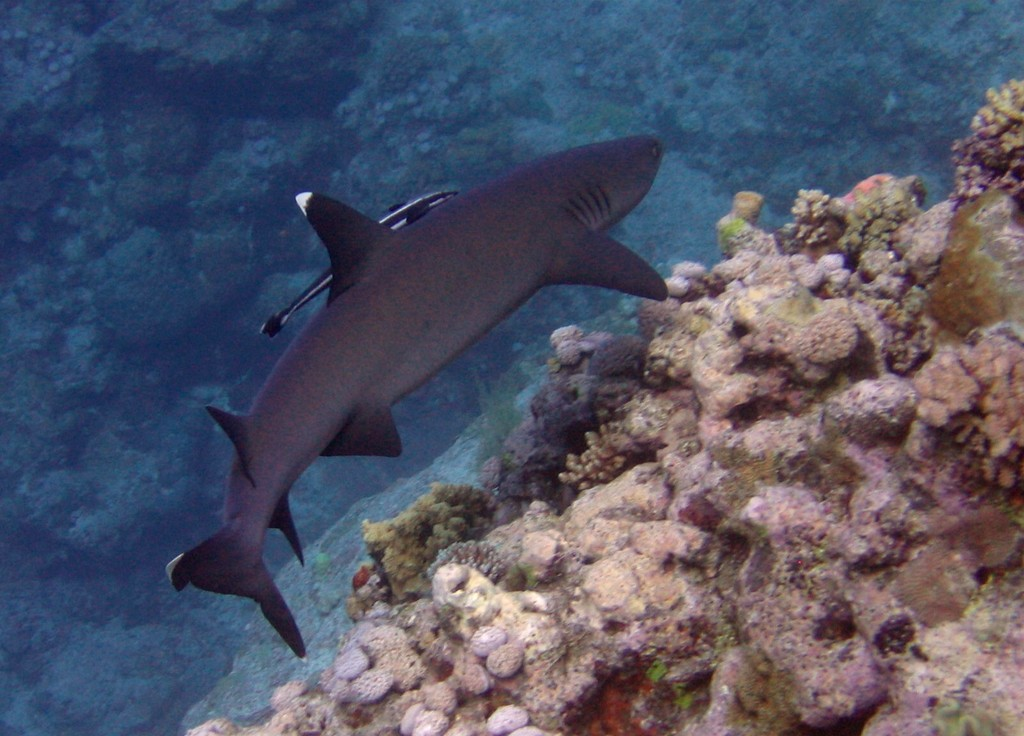
Fehéruszonyú szirtcápa (Triaenodon obesus)

A kékcápafélék (Carcharhinidae) családja a porcos halak (Chondrichthyes) osztálya, Elasmobranchii alosztálya, Selachimorpha öregrendje  Carcharhiniformes rendjébe tartozik. 12 nem és  50 faj tartozik a családhoz
A rendre általánosan jellemző, hogy mindig 5 pár oldalsó elhelyezkedésű kopoltyúrésük van, amely szabadon nyílik. Mellúszóik a kopoltyúrések sora után következnek. Hátúszójukban nincs tüske. Farokalatti (anális) úszójuk megtalálható. Szemüket harmadik szemhéj, átlátszó pislogóhártya is védi a sérülésektől.

## Rendszerezés
A családhoz az alábbi nemek és fajok tartoznak:
- szirticápák (Carcharhinus) Blainville, 1816 – 34-35 faj

- Galeocerdo Müller & Henle, 1837 – 1 élő és 11 fosszilis faj

- Glyphis  (Agassiz, 1843) – 2 faj
  - gangeszi cápa (Glyphis gangeticus)
  - Glyphis glyphis
  - Borneói cápa (Glyphis fowlerae)

- Isogomphodon  (Gill, 1862) – 1 faj
  - Isogomphodon oxyrhynchus

- Lamiopsis  (Gill, 1862) – 1 faj
  - Lamiopsis temminckii

- Loxodon  (Müller & Henle, 1838) – 1 faj
  - Loxodon macrorhinus

- Nasolamia  (Compagno & Garrick, 1983) – 1 faj
  - Nasolamia velox

- Negaprion Whitley, 1940 – 2 élő faj és 1 fosszilis faj

- Prionace  (Cantor, 1849) – 1 faj
  - kékcápa (Prionace glauca)

- Rhizoprionodon  (Whitley, 1929) – 7 faj 
  - Rhizoprionodon acutus
  - Rhizoprionodon lalandii
  - Rhizoprionodon longurio
  - Rhizoprionodon oligolinx
  - Rhizoprionodon porosus
  - Rhizoprionodon taylori
  - atlanti hegyesorrú cápa (Rhizoprionodon terraenovae)

- Scoliodon (Müller & Henle, 1837) – 1 faj
  - Scoliodon laticaudus

- Triaenodon (Müller & Henle, 1837) – 1 faj
  - fehéruszonyú szirtcápa (Triaenodon obesus)